# Acrotriche dura
Acrotriche dura là một loài thực vật có hoa trong họ Thạch nam. Loài này được (Benth.) Quinn mô tả khoa học đầu tiên năm 2005.